# Munții Bătrâna
Munții Bătrâna sunt o grupă montană a Munților Apuseni aparținând de lanțul muntos al Carpaților Occidentali. Geografic sunt situați în jurul Vârfului Bătrâna (1.579 m), la sud de Munții Vlădeasa, ajungând în sud până la Pasul Vârtop (1.160 m) și Valea Arieșului.

## Descriere
Munții Bătrâna sunt dominați de suprafața de nivelare Măguri-Mărișel, fiind formați din calcare albe și negre, dolomite mezozoice și șisturi argiloase. Majoritatea masivului muntos este dispus pe teritoriul județului Bihor, cu excepția unei mici porțiuni care se află în județul Cluj.